# Marcel Riesz

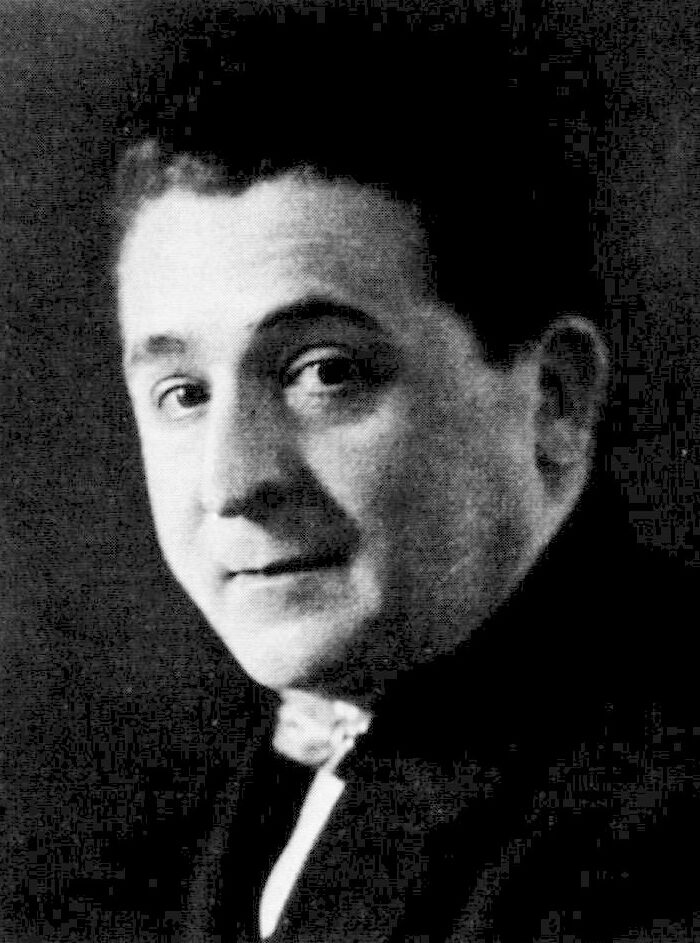
Marcel Riesz (um 1930)

Marcel Riesz (* 16. November 1886 in Győr, Königreich Ungarn; † 4. September 1969 in Lund, Schweden) war ein ungarischer Mathematiker.

## Leben
Marcel Riesz war der Sohn eines Arztes und der jüngere Bruder von Frigyes Riesz. Schon als Gymnasiast gewann er den Lorand Eötvös Wettbewerb 1904. Er studierte Mathematik an der Universität in Budapest und wurde von Leopold Fejér beeinflusst. 1907 wurde er promoviert (Summierbare trigonometrische Reihen und Potenzreihen). In seiner Dissertation verallgemeinerte er Georg Cantors Beweis der Eindeutigkeit der Darstellung einer Funktion durch Fourierreihen von konvergenten Fourierreihen auf Cesàro-summierbare. Er besuchte regelmäßig die Universität Göttingen und Paris, wo er 1910/11 war.
1908 wurde er von Magnus Gösta Mittag-Leffler (den er vom Internationalen Mathematikerkongress in Rom 1908 kannte) für Vorlesungen an die Universität Stockholm eingeladen. Riesz nahm diese Einladung an und blieb zunächst dauerhaft in Schweden. 1926 nahm Riesz einen Ruf an die Universität Lund an. 1923 war ihm dort noch Torsten Carleman vorgezogen worden, der aber 1926 nach Stockholm ging, wo Riesz sich damals ebenfalls als Nachfolger von Helge von Koch vergeblich beworben hatte. 1952 emeritierte er in Lund und ging in die USA, wo er unter anderem an der University of Chicago (an der er schon 1947/48 Gastprofessor war), dem Courant Institute, der Stanford University, der University of Washington, der Indiana University und der University of Maryland war. Wegen gesundheitlicher Probleme kehrte er 1960 nach Lund zurück.
Zu seinen Arbeitsgebieten zählten analytische Funktionen, harmonische Analysis, Funktionalanalysis, Potentialtheorie und Wellengleichungen, der Satz von Kolmogorow-Riesz und das Riesz-Mittel sind mit seinem Namen verbunden. Insbesondere das Riesz-Mittel machte ihn damals international bekannt. Er stellte die damit verbundene Theorie in einem Buch mit Godfrey Harold Hardy dar. In den 1930er Jahren verallgemeinerte er die Theorie des Liouville-Riemann-Integrals (siehe Fraktionale Infinitesimalrechnung, hier sind nach ihm Riesz Potentiale benannt), das er unter anderem auf das Cauchy-Problem der Wellengleichung anwandte. 1949 erschien von ihm dazu eine große Arbeit in den Acta Mathematica. Später in seiner Karriere befasste er sich mit Spinoren und Cliffordalgebren.
1916 bewies er die Äquivalenz der Riemann-Hypothese zu einer Vermutung über das asymptotische Verhalten der Riesz-Funktion:
{\displaystyle \operatorname {Riesz} (x)=-\sum _{k=1}^{\infty }{\frac {(-x)^{k}}{(k-1)!\zeta (2k)}}.}
wobei im Nenner die Zetafunktion an geraden Stellen steht. Die Riemann-Hypothese ist äquivalent zu
{\displaystyle \operatorname {Riesz} (x)=O\left(x^{{\frac {1}{4}}+\epsilon }\right)\qquad ({\text{für }}x\to \infty )}
für jedes {\displaystyle \epsilon >0} (wobei die Landau-Symbole verwendet wurden).
Bekannt ist er auch für seinen Satz über konjugierte Funktionen und seinen Konvexitäts-Satz (oft zusätzlich nach seinem Studenten Olof Thorin (1912–2004) benannt, der einen einfachen Beweis fand), beide aus dem Jahr 1927. Mit seinem Bruder Frigyes Riesz publizierte er nur eine Arbeit 1916, die ein wichtiges Resultat über das Randverhalten einer analytischen Funktion enthielt. 1916 bewies er eine Interpolationsformel für trigonometrische Polynome, mit der er einen neuen Beweis der Bernstein-Ungleichung lieferte.
Zu seinen Studenten zählen Lars Gårding, Einar Hille, Harald Cramér, Otto Frostman (1907–1977, Professor an der Universität Stockholm) und Lars Hörmander.
Er war Mitglied der Königlich Schwedischen Akademie der Wissenschaften (1936), der Königlich Dänischen Akademie der Wissenschaften und der Physiographischen Gesellschaft in Lund sowie Ehrenmitglied der Schwedischen Mathematischen Gesellschaft. Riesz war Ehrendoktor der Universitäten von Lund und Kopenhagen.

## Schriften
- Collected papers. – Berlin : Springer, 1988, ISBN 3-540-18115-6.
- mit Godfrey Harold Hardy General Theory of Dirichlet Series, Cambridge Tracts, 1915, Reprint 1952
- mit Emil Hilb Neuere Untersuchungen über trigonometrische Reihen, Enzyklopädie der mathematischen Wissenschaften, 1922
- Clifford numbers and spinors, Kapitel I bis IV, The Institute for Fluid Dynamics and Applied Mathematics, Lecture Series N° 38, University of Maryland, College Park, Maryland, 1957–1958